# Déléage
Déléage es un municipio canadiense situado en la provincia de Quebec.

## Superficie
Déléage tiene una superficie de 248,26 km².

## Demografía
En 2021, tenía 1916 habitantes, una densidad poblacional de 7,7 hab./km², y 1021 viviendas.